# 科約特維爾 (加利福尼亞州)
科約特維爾（英語：Coyoteville）是位於美國加利福尼亞州埃爾多拉多縣的一個非建制地區。該地的面積和人口皆未知。

## 地理
科約特維爾的座標為38°33′05″N 120°41′24″W / 38.55139°N 120.69000°W，而該地的平均海拔高度為659米（即2162英尺）。